# Заговорщик (фильм)
«Заговорщик» (англ. Conspirator) — британский триллер 1949 года, режиссёра Виктора Сэвилла. В главных ролях снялись Роберт Тейлор, Элизабет Тейлор и Роберт Флеминг.

## Сюжет
Действия происходят в Лондоне 1949 года. Восемнадцатилетняя Мелинда Грейтон знакомится на светском балу с Майклом Каррагом — офицером и майором британской армии. Они влюбляются друг в друга, а вскоре и женятся, несмотря на разницу в возрасте.
Молодая пара жила в гармонии и спокойствии, однако Майклу часто приходили письма без обратного адреса, после чего он надевал тёмную одежду и следовал в метро в другую часть города. Там Майкл встречался с Алеком, шпионом русской разведки.
Как оказывается, Майкл уже несколько лет за большое вознаграждение сдавал секретные сведения и материалы генерального штаба Британии. Он был давно привлечён русскими и имел репутацию у КГБ, но его женитьба, произошедшая без ведома КГБ, ставит под сомнение работу Майкла.
Постепенно тайное становится явным и Мелинда просит мужа отказаться от шпионажа. Однако, руководство Каррага приказывает ему избавится от жены. Майкл стоит перед тяжелым выбором: на охоте он должен будет убить Мелинду. Но чувства берут верх и Майкл промахивается. Мелинда понимает, что муж хотел её убить и рассказывает все своим друзьям. Оказывается, Карраг давно был под присмотром английский спецслужб.
Майкл вновь приходит на конспиративную квартиру, но не обнаруживает там ни одного следа предыдущих жильцов, он понимает, что его дни сочтены. По дороге домой, Майкл замечает слежку и думает, что это советские шпионы, однако ошибается. Его поджидают в доме и убивают бывшие заговорщики.

## В ролях
Список составлен на информации сайта IMDb.
- Роберт Тейлор — майор Майклом Карраг
- Элизабет Тейлор — Мелинда Грейтон
- Роберт Флеминг — капитан Хью Лэдхолм
- Харольд Уоррендер — полковник Хаммербрук
- Онор Блэкмэн — Джойс
- Марджори Филдинг — тётя Джессика
- Тора Хёрд — Бродэрс
- Уилфрид Хайд-Уайт — лорд Пэннистоун
- Мари Ней — леди Пэннистоун
- Джек Аллен — Реглан
- Хелен Хэй — леди Визринхэм
- Сесиль Пэйджет-Бауман — госпожа Хаммербрук
- Карел Степанек — Радек
- Николас Брюс — Алек
- Сирил Смит — инспектор полиции
- Джанетт Скотт — Тоби

## Съёмочная группа
Список составлен на информации сайта IMDb.
- Режиссёр — Виктор Сэвилл
- Авторы сценария — Бенсон, Герард Фэйрли, Хамфри Слэйтер
- Продюсер — Артур Хорнблоу мл.
- Оператор — Фредди Янг
- Композитор — Джон Вулдридж
- Художник — Альфред Юнге
- Монтаж — Фрэнк Кларк

## Премьеры в мире
| Страна         | Премьера         | Название фильма |
| -------------- | ---------------- | --------------- |
| Великобритания | 9 декабря 1949   | Conspirator     |
| США            | 24 марта 1950    | Conspirator     |
| Швеция         | 1 апреля 1950    | Konspiratör     |
| Франция        | 27 сентября 1950 | Guet-apens      |
| ФРГ            | 29 мая 1959      | Verschwörer     |